# Mãe Judith
Mãe Judith (?-1940, Cachoeira) foi uma nigeriana escravizada e levada para o Brasil, onde se tornou ialorixá. Foi a fundadora e a primeira mãe de santo do Terreiro Aganjú Didê, um local de culto candomblé que é tombado como patrimônio brasileiro nos níveis estadual e federal. Mãe Judith é conhecida ainda como Menina de Xangô. 

## Biografia
Ela chegou ao Brasil em um navio negreiro como escravizada, quando ainda era criança. Recebeu o nome de Judith Ferreira do Sacramento. Foi resgatada do comércio escravista por João da Lama, líder do Terreira da Lama Branca, localizado na cidade de São Gonçalo dos Campos. Mais tarde, foi para a cidade vizinha (Cachoeira, na Bahia), onde fundou o Terreiro Aganjú Didê, também conhecido como Icimimó.
João da Lama, pai de santo em São Gonçalo dos Campos, na Bahia, foi avisado pelo seu Xangô (orientador espiritual) de que uma criança chegaria da Nigéria em um navio negreiro e ele deveria resgatá-la. A menina cresceu e destacou-se "como conhecedora de segredos e das minúcias da religião dos Orixás e tornando-se conhecida e respeitada dentre os candomblés da região", em especial por suas ações de caridade para as pessoas do Terreiro da Lama Branca (hoje extinto), especialmente no que se refere a curas por medicina tradicional baseada no uso de ervas e plantas medicinais. Mas certo dia, "o Xangô incorporado em Judith entrou no quarto do santo, pegou o assentamento e saiu do Terreiro da Lama [Branca] e disse que aqueles que quisessem, que o seguissem".
Em 1913, Judith comprou nas mãos do Sr. Francisco Xavier Neves um terreno de 21 hectares em Terra Vermelha, zona rural da cidade baiana de Cachoeira (vizinha a São Gonçalo dos Campos), que pertencia à Companhia União Fabril da Bahia, pela quantia de 600$000 (seiscentos mil réis), e fundou o Terreiro Aganjú Didê, que está estabelecido neste local até os dias atuais. O terreno adquirido fazia parte da Fábrica São Carlos e tinha "uma casa de morar coberta de telhas tendo uma sala de frente, dois quartos e cozinha. Com árvores frutíferas constantes de 40 pés de jaqueira, 15 pés de laranjeiras, 6 cortiços de uruçú e toda mandioca existente, com parte do terreno cercado a arame".
No ano de 1917, Mãe Judith abriu o terreiro ao público, convidando amigos e clientes para uma festividade no terreiro, em um período em que as religiões afro-brasileira sofriam perseguições. A abertura do terreiro foi matéria no jornal “A Ordem”, um dos mais lidos na época. Houve revolta por uma parte da sociedade da cidade de Cachoeira e da imprensa com relação ao convite de Mãe Judith.

## Terreiro Aganjú Didê
O Terreiro Aganjú Didê, também conhecido como Terreiro Ici Mimó ("casa forte que só faz o bem", em yorubá), é um templo de candomblé de tradição nagô com influência jeje, afirmando-se como nação nagô-vodum e tem como patrono o orixá Xangô Aganju. É um patrimônio imaterial estadual, tombado pelo Instituto do Patrimônio Artístico e Cultural da Bahia (IPAC), no ano de 2014, sob o processo de nº 0607120026056/12. E está em tombamento provisório emergencial, pelo Instituto do Patrimônio Histórico e Artístico Nacional (IPHAN), sob o processo de nº 1793-T-16.
| “                   | No dia 19 de novembro de 2014, às 17h30, no Salão de Atos Baianas de Acarajé, da Governadoria, localizado no Centro Administrativo da Bahia, o então Governador da Bahia, Jaques Wagner, com a presença de várias autoridades e representantes dos terreiros, assinou os dez decretos de Registro Especial, tornando os terreiros Asepò Erán Opé Olùwa – Viva Deus, Aganjú Didê – Ici Mimó, Loba’Nekun, Loba’Nekun Filha, Humpame Ayono Huntoloji, Ilê Axé Itaylê, Inzo Incossi Mukumbi Dendezeiro, Ogodô Dey, Raiz de Ayrá e Ilê Axé Ogunjá, Patrimônio Imaterial do Estado da Bahia. | ” |
| — IPAC, 2015, p. 21 | |   |

 Segundo documento da Diretoria de Preservação do Patrimônio Cultural (DIPAT), unidade do Instituto do Patrimônio Artístico e Cultural da Bahia (IPAC), o Terreiro Aganjú Didê "É uma Casa de Santo da Nação Nagô, sendo um dos ícones de resistência à intolerância religiosa num momento crucial da história de Cachoeira". Mãe Judith foi uma pessoa muito ativa na reivindicação da cidadania e do direito á liberdade religiosa.
Em 28 de fevereiro de 2019, o Terreiro foi invadido por um segurança e mais três homens armados representando uma empresa de papel e celose da região que alegava ser proprietária do terreno.
No ano de 2020, o Terreiro Aganjú Didê, juntamente com os terreiros Viva Deus, Humpame Ayono Huntóloji, Ilê Axé Itaylê, Ilê Axé Ogunjá, Inzo Nkosi Mukumbi Dendezeiro, Raiz de Ayrá, Ogodô Dey, Loba’Nekun Casa de Oração e Loba’Nekun Filho, foram contemplados com novecentos mil reais, através do edital público Salvaguarda Patrimônio Imaterial, do Instituto do Patrimônio Artístico e Cultural da Bahia (IPAC), para realizar uma ação coletiva de salvaguarda com produção de documentário, portal virtual, plano planialtimétrico, publicação impressa e plano de salvaguarda.

## Falecimento
Mãe Judith veio a falecer no ano de 1940. Foi a líder da comunidade em torno de seu terreiro até o ano de seu falecimento. Quem a sucedeu foi seu sobrinho Marcos.

## Reconhecimento
O Instituto do Patrimônio Artístico e Cultural da Bahia (IPAC) menciona seu nome quando "presta justa homenagem às personalidades importantes, líderes religiosos dos terreiros, que já se foram", no encerramento da apresentação da publicação "Terreiros de Candomblé de Cachoeira e São Félix".